# Withybrook
Withybrook est un village rural et une paroisse civile du Warwickshire, en Angleterre. Administrativement, il dépend du borough de Rugby.

## Localisation
Le village est situé dans la vallée d'un petit ruisseau, affluent de la rivière Sowe. Il se trouve juste à l'ouest de l'ancienne Fosse Way, à peu près à mi-chemin entre Nuneaton et Rugby sur la route B4112, et à environ 11 km au nord-est de Coventry.

## Patrimoine
L'église du village dédiée à Tous les Saints, classée grade II*, date du XIVe siècle. Elle a été entièrement restaurée en 1995. Il y a un pub dans le village appelé The Pheasant. La salle des fêtes propose un programme varié d'événements sociaux tout au long de l'année.
À environ un mile à l'ouest du village se trouve le village médiéval déserté de Hopsford,.

## Histoire
Le village a attiré l'attention des informations nationales en août 2005, lorsqu'un agriculteur local, Michael Boffey, a été tué par des voleurs de voitures qui tentaient de voler sa Land Rover. Deux hommes de Leicester ont ensuite été reconnus coupables de son homicide involontaire.

## Démographie
Sa population était de 255 habitants au recensement de 2021, soit une légère augmentation par rapport à 242 habitants au recensement de 2011.

## Galerie

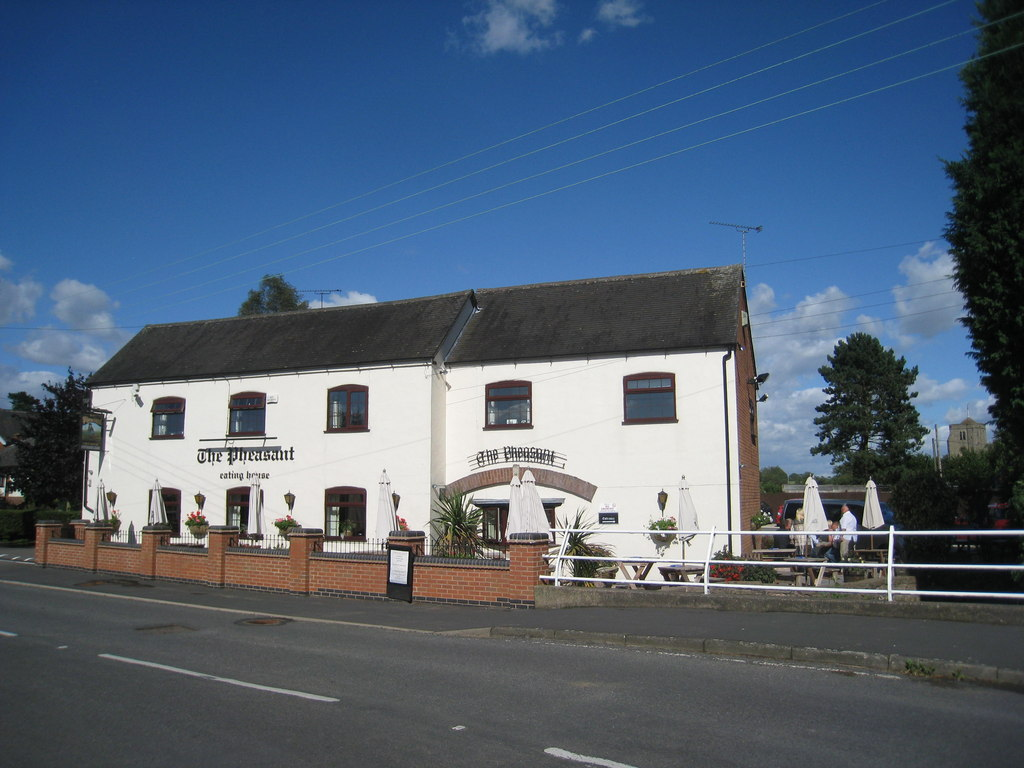
The Pheasant.
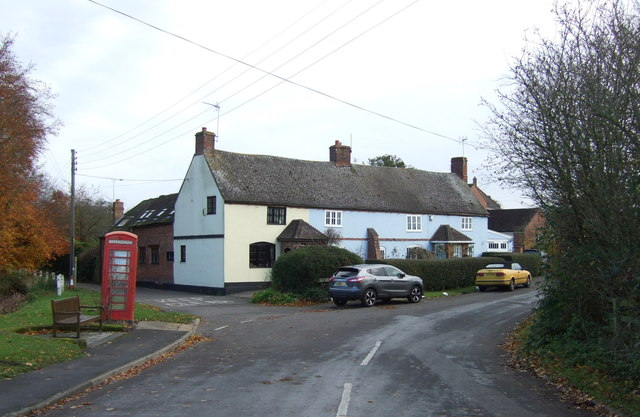
Bow Lane.
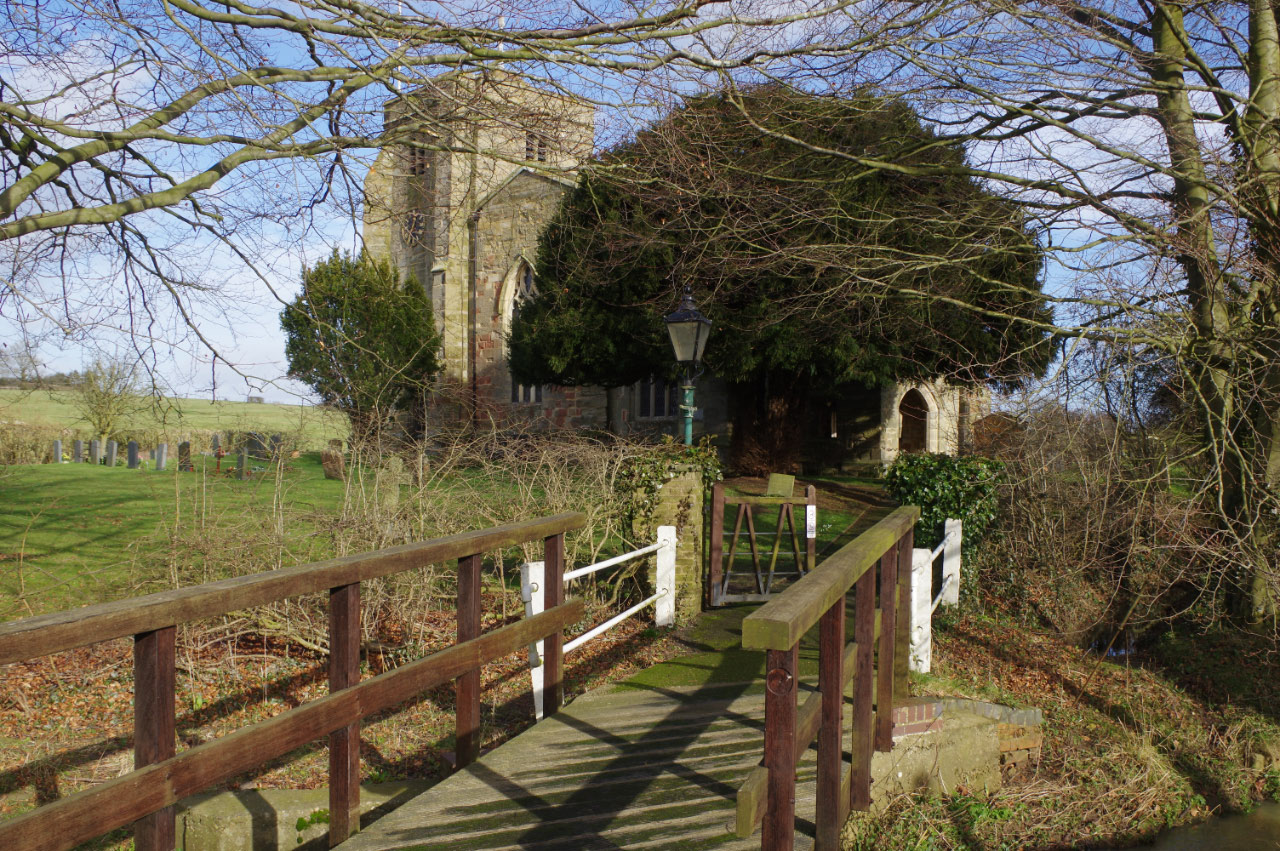
L'église.